# Distrito electoral de Wauneta (condado de Chase, Nebraska)
Wauneta (en inglés: Wauneta Precinct) es un distrito electoral ubicado en el condado de Chase en el estado estadounidense de Nebraska. En el censo de 2010 tenía una población de 758 habitantes y una densidad poblacional de 1,63 personas por km².

## Geografía
Wauneta se encuentra ubicado en las coordenadas 40°32′49″N 101°25′22″O / 40.54694, -101.42278. Según la Oficina del Censo de los Estados Unidos, Wauneta tiene una superficie total de 465.14 km², de la cual 465.04 km² corresponden a tierra firme y (0.02%) 0.1 km² es agua.

## Demografía
Según el censo de 2010, había 758 personas residiendo en Wauneta. La densidad de población era de 1,63 hab./km². De los 758 habitantes, Wauneta estaba compuesto por el 96.57% blancos, el 0.13% eran afroamericanos, el 0% eran amerindios, el 0.13% eran asiáticos, el 0% eran isleños del Pacífico, el 2.64% eran de otras razas y el 0.53% pertenecían a dos o más razas. Del total de la población el 5.8% eran hispanos o latinos de cualquier raza.